# 倫敦市警察
倫敦市警察是英國倫敦市（西堤區）的警察部門。倫敦市以外的大倫敦地區則是由倫敦警察廳負責管轄，兩者互相獨立。該部門被視為打擊金融犯罪的主力之一，並因此得到政府的資金補助，以更進一步增強其在英國全境及世界各地的執法能力。
倫敦市警察大約有1,200名員工，包含813名警察、85名志愿警察、48名社區支援員（PCSOs）及三座分別位于雪丘（Snow Hill）伍德街及主教門的警察分局，是英格蘭和威爾斯境內轄區面積最小、员工數量最少的警队。戴信（Ian Dyson）自2016年1月起擔任局长。
倫敦市警察的轄區－倫敦市擁有8,043名居民及4,421戶人家，然而在尖峰時刻，倫敦城的人口會因為30萬名通勤族的湧入而暴增，平均每天有30萬輛汽車及大量觀光客經過此區。

## 歷史

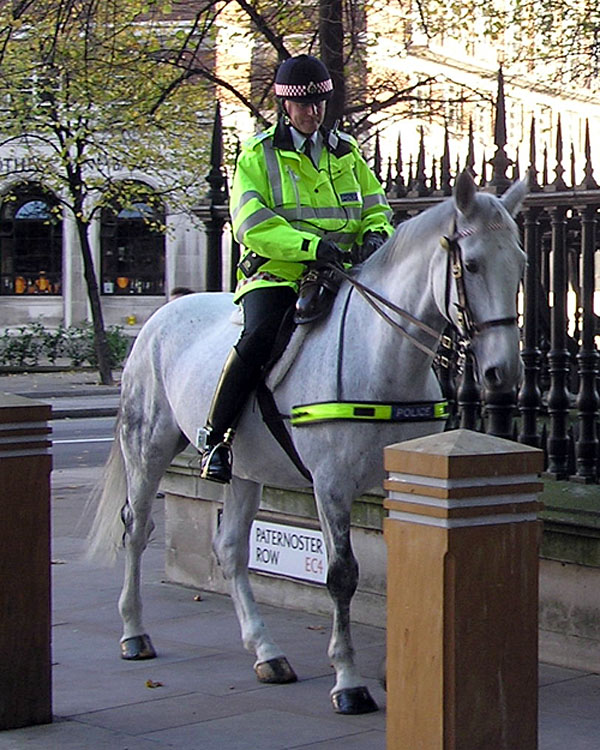
倫敦市騎警

今日倫敦市一帶維持治安的力量早在羅馬統治時期就已存在。目前作為倫敦市警署總部的伍德街警局，其原址是羅馬帝國的一座要塞，可能是倫敦最早的警備部隊所在地。

倫敦市警察轄區，面積為2.8平方公里，常住人口8,000人，每日通勤者300,000人。

在1839年之前，倫敦城的警務分為日間及夜間兩段，主要由兩位官員管理，此兩人負責確保夜間的警備有所維持。白天的任務則逐漸由倫敦市巡邏隊（City Patrol）執行，該組織後來發展成為以倫敦警察廳為藍本的倫敦市日間警察（City Day Police）。1838年，日間警察及夜間守衛合併為一個單位。1839年倫敦市警察法（City of London Police Act 1839）的通過使倫敦市警察得以依法成為一個獨立的體系，阻止了使其與倫敦警察廳合併的意圖。
在1842年。倫敦市警察將其總部由倫敦市法團政廳（Corporation's Guildhall）移至老猶太街26號（26 Old Jewry），直到2002年才遷至現址。

### 架構
倫敦市警察分為以下五個分部：

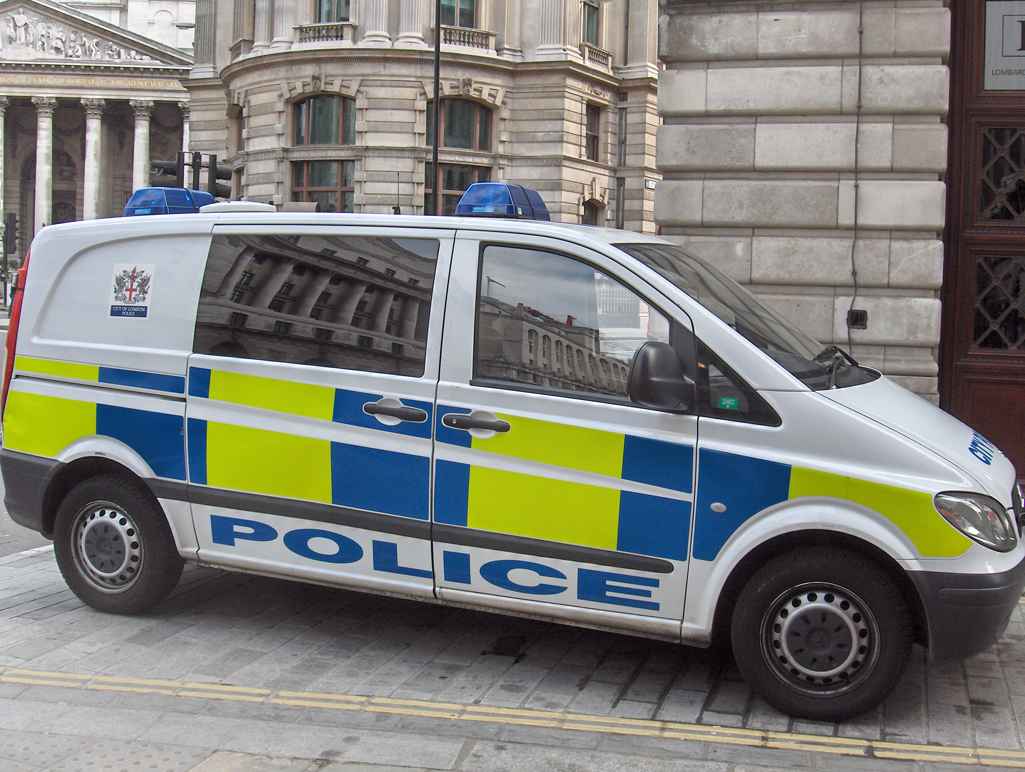
倫敦市警用箱型車

- 經濟犯罪部（Economic Crime Directorate）
- 反恐及重大罪行部（Counter Terrorism and Serious Crime Directorate）
- 專門支援部（Specialist Support Directorate）
- 地區巡邏部（Territorial Policing Directorate）
- 綜合服務部（Corporate Services Directorate）

由於倫敦市是世界級的商業金融中心，因此倫敦市警察隊發展出了大量處理及應付詐欺罪的專門技術，也成為「英國經濟犯罪調查界的翹楚」。本局的經濟犯罪部包含了反詐騙小組（Fraud Squad）、洗錢調查小組（Money Laundering Investigation Unit）、支票及信用卡犯罪小組（Dedicated Cheque and Plastic Crime Unit）、詐欺情資組（Fraud Intelligence Development Team）及海外貪汙小組（Overseas Corruption Unit）。

### 領導班底
- 處長（Commissioner）：戴信（Ian Dyson, QPM）
- 助理處長（Assistant Commissioner）：蘇特蘭（Alistair Sutherland）
- 署任指揮官（Commander（英语：Commander#British police rank）），（行動及保安）：嘉復德（Jayne Gyford）
- 署任指揮官（Commander（英语：Commander#British police rank）），（國內經濟犯罪協調）：祈大維（David Clark）
- 軍裝總警司（Chief Superintendent）：羅衛時（David Lawes）
- 署任偵查總警司（Detective Chief Superintendent）
  - 馬禮宜（Glenn Maleary），經濟犯罪部
  - 歐道鐵（Peter O'Doherty），刑事偵緝部
  - 伊運時（David Evans），情報資訊部

## 制服
大部分的英國警察擁有銀色警徽及鈕扣，然而倫敦市警察卻採用黃銅，並擁有獨特的紅白方格花紋的袖套及帽帶（用色取自倫敦市的代表色），同時英國其它的警察單位採用黑白格紋。女警則配戴紅白格紋的領巾。倫敦市警察的高桶盔在1865年引進之後有些微改變，其頂飾不像倫敦警察廳的警員一樣採用白色金屬圓球，帽徽及警徽則有倫敦市紋章，而不採用一般英格蘭及威爾斯警帽所使用的聖愛德華皇冠及布倫瑞克之星（Brunswick Star）。

## 警銜
倫敦市警察的階層從基層警員至警司與英國所有的警階制度相同，而最高的三個階層則與倫敦警察廳的類似。
以下列出倫敦市警察的各級警銜及肩章上的圖案及文字：
- 社區支援員（Police Community Support Officer（英语：Police Community Support Officer#United Kingdom），縮寫PCSO）：倫敦市警察標誌位於肩章最上方，其下是PCSO的字樣，最外側則是警員識別編號。
- 警員（Police Constable（英语：Constable#United Kingdom and the Commonwealth），縮寫PC）：肩章上有識別編號。
- 警長（Sergeant（英语：Sergeant#Police 7），縮寫Sgt或PS）：肩章最上方有警員識別編號，外側為三條V形標誌。
- 督察（Inspector（英语：Inspector#United Kingdom），縮寫Insp）：肩章上有兩個巴斯勳章（Order of the Bath）
- 總督察（Chief Inspector（英语：Chief Inspector#United Kingdom），縮寫Ch Insp）：肩章上有三個巴斯勳章。
- 警司（Superintendent，縮寫Supt）：肩章上有一個皇冠。
- 總警司（Chief Superintendent，縮寫Ch Supt）：肩章上有一個皇冠，其下有一個巴斯勳章。
- 警监（Commander（英语：Commander#British police rank），縮寫Cmdr）：肩章上有兩根交叉的金屬頭手杖被桂冠包圍，此即警监勳章。
- 助理局长（Assistant Commissioner，縮寫AC）：肩章上有一個皇冠，其下是一個警监勳章。
- 局长（Commissioner，縮寫）： 皇冠位於肩章最上方，其下是一個巴斯勳章，最外側則是警监勳章。

## 歷任處長
- 夏偉宜（英语：Daniel Whittle Harvey）（1839–1863）
- 費善宜（英语：James Fraser (police officer)）上校 KCB（1863–1890）
- 史美輔爵士（英语：Henry Smith (police officer)） KCB（1890–1902）
- 洛佈華（英语：William Nott-Bower） KCVO（1902–1925）
- 易沖天爵士（英语：Hugh Turnbull）中校 KCVO KBE KPM（1925–1950）
- 楊愛華爵士（英语：Arthur Young (policeman)）上校 KBE CMG CVO KPM（1950–1971）
- 皮格治（英语：Charles James Page） CBE QPM（1971–1977）
- 馬思義（英语：Peter Marshall (police officer)） QPM（1977–1985）
- 紀傲雲（英语：Owen Kelly） QPM（1985–1994）
- 戴偉廉（英语：William Taylor (policeman)） CBE QPM（1994–1998）
- 盧偉宜（英语：Perry Nove） CBE QPM（1998–2002）
- 夏瞻時（英语：James Hart (police officer)） CBE QPM（2002–2006）
- 鮑倫（英语：Mike_Bowron） QPM（2007 – 2011）
- 黎柏德（英语：Adrian Leppard） QPM（2011– 2015）
- 戴信 QPM（2016–至今）

## 外部連結
- 倫敦市警署官網 （页面存档备份，存于）（英文）